# Унегетей (Заіграєвський район)
Унегетей (рос. Унэгэтэй) — село Заіграєвського району, Бурятії Росії. Входить до складу Сільського поселення Унегетейське.
Населення —  1896 осіб (2015 рік). 